# Polaroid model 95
La Polaroid Model 95 és considerada com la primera càmera instantània de la història. Va ser creada per Edwin Land, co-fundador de l'empresa Polaroid el 1948, i estava dissenyada per a carregar una pel·lícula que es revelava automàticament dins la càmera en aproximadament un minut. Aquell any la corporació va fabricar uns 1.5 milions d'aquestes càmeres de visor desplegable per a la seva pel·lícula instantània. A més del Model 95, l'original, hi ha dues variants posteriors: el Model 95A (1954) i el model 95B (1957). Es poden diferenciar les dues posteriors de la primera per petits canvis en el visor. El nom de cada model està a la part frontal de cadascuna de les càmeres.

## Context històric
L'època del 1940 la fotografia s'estava tornant cada cop més important. Després de la Segona Guerra Mundial, a EUA hi havia una enorme demanda de càmeres fotogràfiques per part de les famílies, que volien retratar el "somni americà". A més, la indústria de la fotografia s'estava democratitzant cada cop més: la pel·lícula de 35mm es va adaptar per a diverses càmeres de preu assequible per al consumidor com la Argus C3, de les quals es van vendre milers de còpies, ja que permetia retratar moments a molt baix cost i sense necessitat de cap material ni estudi.
La Polaroid Corporation portava funcionant des de 1937, quan Edwin H. Land, professor de Harvard que havia desenvolupat diverses patents sobre materials per a la polarització de la llum, va decidir donar als seus estudis un enfocament comercial creant l'empresa. Durant la Segona Guerra Mundial l'empresa fou subministradora del govern d'ulleres de sol, polaritzadors d'infrarojos, visors i altres equips òptics. L'empresa, amb seu a Cambridge, Massachusetts, va llençar, onze anys més tard, la que seria la primera càmera instantània.

## Llançament i impacte

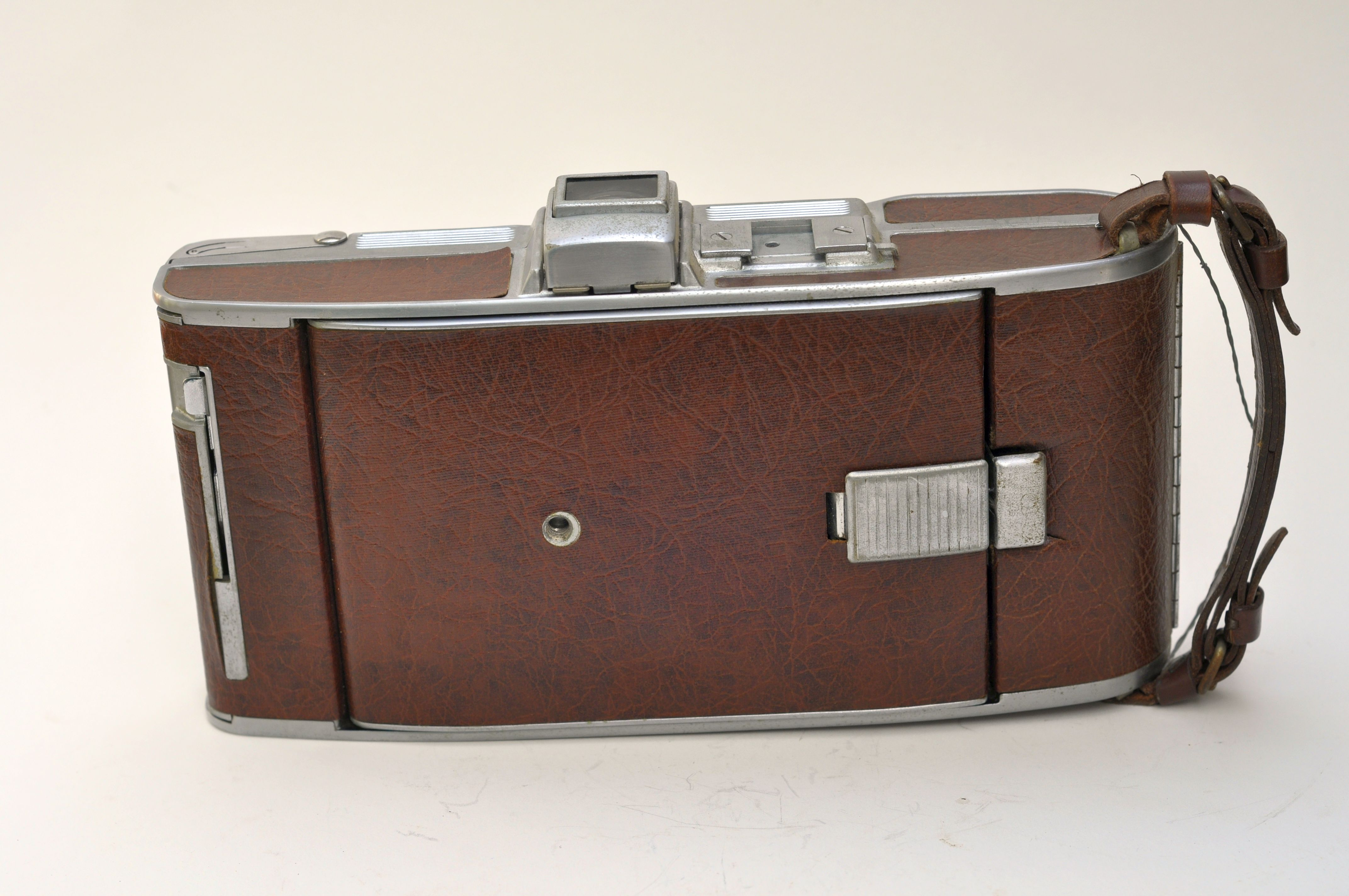
Polaroid Model 95 tancada

El 20 de novembre de 1948, just abans del nadal, la Polaroid Corporation va mostrar al públic el seu nou model de càmera, que va oferir, per primer cop, la possibilitat d'obtenir fotografies instantàniament, cosa que ningú més al sector de la fotografia podia oferir. Es tractava d'una càmera plegable una mica més gran que les de pel·lícula de 35mm que es feien servir al moment. La pel·lícula que feia servir també era exclusivament dissenyada per Polaroid, i permetia tenir la fotografia revelada automàticament en un minut aproximadament després de disparar.
L'empresa tenia una idea del funcionament de la càmera al mercat, però no s'imaginaven que arribaria a ser tan popular com ho va ser. Per a comprovar el seu èxit davant el públic, van produir només 57 càmeres d'aquest model, amb el preu de 89,95 (uns $888.70 aproximadament), i van posar-les, juntament amb un petit estoc de pel·lícula fotogràfica, a la venda a la botiga Jordan Marsh a Boston. També en van fer una demostració pública. Al primer dia, tant les càmeres com la pel·lícula van fer sold out. En total se'n van produir unes 800.000.

## Aspectes tècnics
| Especificacions       | Especificacions                             |
| --------------------- | ------------------------------------------- |
| País d'origen         | EUA                                         |
| Tipus                 | Manxa Vertical                              |
| Pel·lícula            | Polaroid Instant                            |
| Objectiu              | Triplet 1:8 f=130mm                         |
| Diafragma             | Vuit obertures aproximadament de f/8 i f/32 |
| Velocitat d'obturació | Intantània i Bulb                           |

### Funcionament
Es tractava d'una càmera de manxa vertical de gran format (mesura, oberta, 15,5 cm d'ample, 27cm d'alt i 22 de fons) fabricada en alumini i folrada de pell marró. El seu equipament comptava amb un objectiu Triplet 1:8 f=130mm que permetia vuit obertures mitjançant un sistema rotatiu amb moltes perforacions que se seleccionaven mitjançant una rodeta situada a la part superior esquerra del frontal i que s'identificaven a través d'una petita finestreta sobre l'objectiu amb la numeració de l'1 al 8.

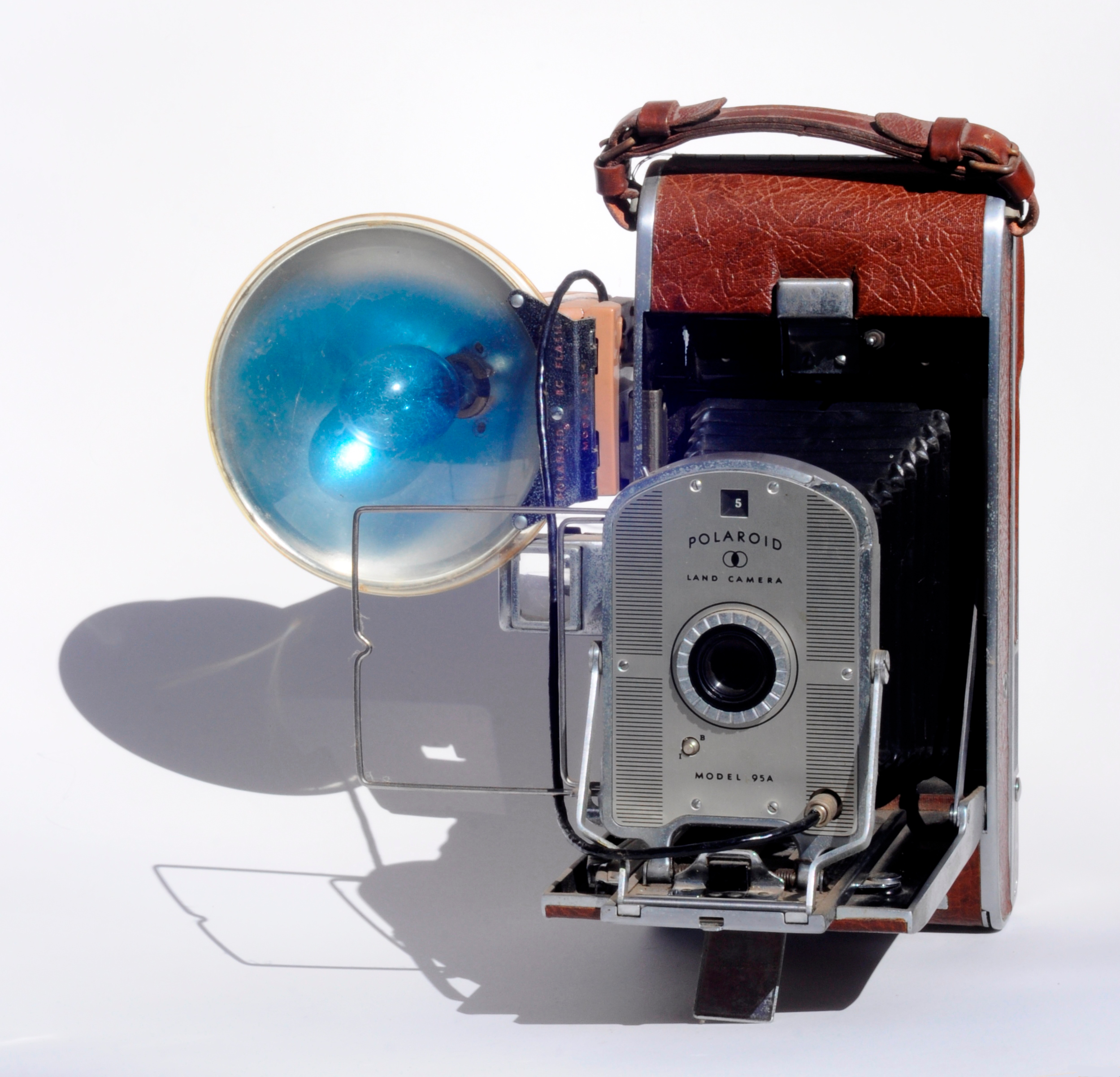
Polaroid Land 95A amb flaix de bombeta

L'obturador tenia dues posicions, Instantània i Bulb, que se seleccionaven mitjançant una palanqueta situada sota l'objectiu. Si s'escollia el mode Bulb o bé s'havia de mantenir polsat l'obturador o bé s'havia d'endollar un cable disparador. El disparador es trobava a la part dreta del frontal. El visor era òptic, directe i plegable, i estava format per dos marcs metàl·lics enfrontats, cadascun amb una lent i col·locats al lateral dret del cos de la càmera. També tenia un petit punter plegat al costat del frontal de l'objectiu que servia per a ajudar a enquadrar. Per a l'enfocament comptava amb un mecanisme situat a la dreta, sobre la base de la manxa, que permetia allargar-lo o escurçar-lo, enfocant des de 3,5ft fins a infinit. Per fotografies amb poca llum, la càmera era compatible amb bombetes de flaix (a través de l'entrada situada sota la lent) i amb unitats de flaix electrònic (entrada a la part superior de la lent). Totes dues es podien col·locar al costat del visor.

### Procés de revelatge
La càmera utilitzava un rotllo de pel·lícula que generava impressions de 3¼" × 3¼", en un minut després de fer la foto i que estava formada per dues làmines de material sensible adherides (una positiva i l'altra negativa) que contenien les substàncies químiques necessàries per al procés de revelat. Després d'efectuar-se l'exposició, aquestes substàncies s'escampaven per tota la superfície gràcies a la pressió d'uns rodets que es posaven en marxa dins de la càmera revelant el negatiu. Un cop finalitzat aquest procés, s'extreia i estirant d'una llengüeta se separaven les dues làmines obtenint un positiu amb la imatge captada.